# Astragalus kermanicus
Astragalus kermanicus är en ärtväxtart som beskrevs av Ahmed Ahmad Parsa. Astragalus kermanicus ingår i släktet vedlar, och familjen ärtväxter. Inga underarter finns listade i Catalogue of Life.